# 留萌駅
留萌駅（るもいえき）は、北海道留萌市船場町（ふなばちょう）2丁目にあった北海道旅客鉄道（JR北海道）留萌本線の駅である。事務管理コードは▲121509であった。
北海道北部の西海岸、留萌振興局の中心都市・留萌市の中心駅であった。国鉄時代には所属線の留萌本線のほか、羽幌線や天塩炭砿鉄道線、留萠鉄道臨港線も分岐する拠点であったが、これらはJR移管までに廃止された。また2016年（平成28年）には留萌本線も当駅 - 増毛駅間が、2023年（令和5年）には石狩沼田駅 - 当駅間も廃止され廃駅となった。

## 歴史

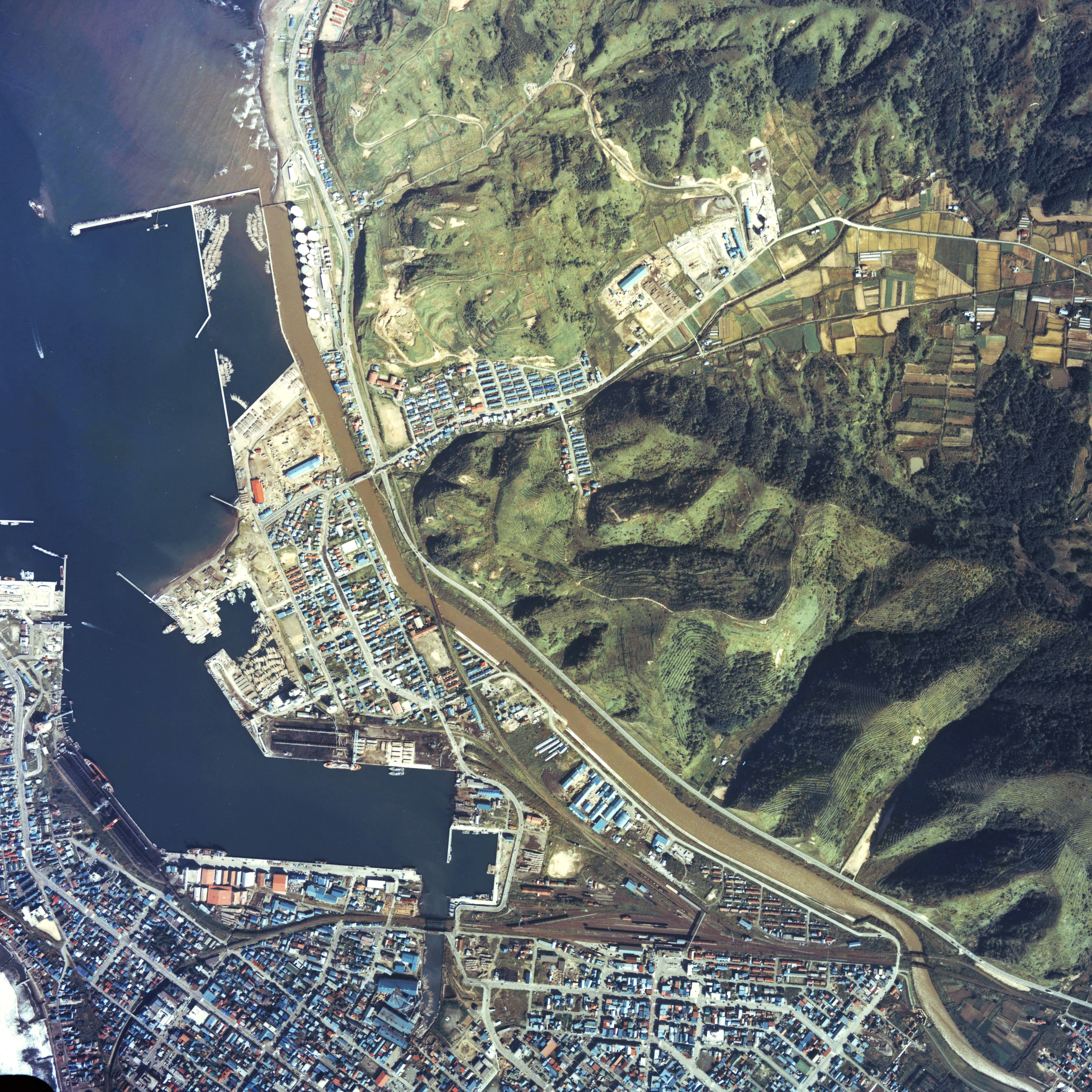
1977年の留萌駅と留萌港周囲約2.5km範囲。右が深川方面、左下が増毛方面。上が羽幌線羽幌方面。

- 1910年（明治43年）11月23日：鉄道院留萠線の終着駅である留萠駅（一般駅）として開業。留萠機関庫設置[2]。
- 1912年（明治45年）4月6日：留萠機関庫が旭川機関庫の分庫となる[2]。
- 1917年（大正6年）6月1日：旭川機関庫留萠分庫廃止[2]。
- 1921年（大正10年）11月5日：留萠線が増毛駅まで開通。
- 1927年（昭和2年）10月25日：留萠線の支線（後の羽幌線）が大椴駅まで開通。当時は東留萠信号場から分岐していた。
- 1930年（昭和5年）12月1日：留萠鉄道臨港線が西留萠駅まで開通。
- 1932年（昭和7年）
  - 月日不詳：留萌港南岸及び北岸にそれぞれ貯炭場と陸上高架桟橋が設置される。また南岸に船積み用ローダーが設置される。それぞれの貯炭場に臨港線が接続[3]。
  - 12月1日：臨港線が北留萠駅まで開通。
- 1933年（昭和8年）12月20日：深川機関庫留萠分庫設置[2]。
- 1934年（昭和9年）9月30日：臨港線が仮古丹浜駅まで開通。
- 1941年（昭和16年）
  - 10月1日：留萠鉄道臨港線が国有化され、当駅の構内側線扱いとなる。
  - 12月9日：構内配線改良完成、羽幌線が大和田寄りの東留萠信号場から分岐していたものを構内分岐に変更（東留萠信号場は廃止）。同時に羽幌線用の4番ホームを新設。
  - 12月18日：天塩鉄道線（後の天塩炭砿鉄道線）が開通。5番ホームを新設。
- 1949年（昭和24年）6月1日：公共企業体である日本国有鉄道に移管。
- 1960年（昭和35年）：北岸の貯炭場に船積み用ローダーが設置される[4]。
- 1966年（昭和41年）：南岸の貯炭場に船積み用ローダーとトランスポーターが設置される[4]。
- 1967年（昭和42年）
  - 7月31日：天塩炭砿鉄道線廃止。
  - 11月15日：2代駅舎供用開始、現在の建物になる[新聞 1][新聞 2]。
- 1969年（昭和44年）：留萌港湾塩見地区に石油配分基地開設[4]、羽幌線より分岐する専用線敷設運用開始[注釈 1]。
- 1970年（昭和45年）3月1日：補助コンテナ基地設置[5]。
- 1984年（昭和59年）2月1日：荷物取り扱い廃止[6]。
- 1987年（昭和62年）
  - 3月30日：国鉄羽幌線廃止[新聞 3]。
  - 4月1日：国鉄分割民営化により北海道旅客鉄道（JR北海道）と日本貨物鉄道（JR貨物）が継承。
- 1997年（平成9年）4月1日：駅名を留萌駅に改称[新聞 4]。同時に路線名も留萌本線に改称されている。
- 1999年（平成11年）3月31日：JR貨物の駅が廃止。
- 2004年（平成16年）10月24日：駅舎の2階にコミュニティ放送局「エフエムもえる」が開局[新聞 5]。
- 2008年（平成20年）10月1日：キヨスク閉店。
- 2010年（平成22年）4月1日：列車の改札メロディーとして「夕陽」を使用開始[新聞 6]。
- 2016年（平成28年）
  - 5月17日：同駅停車中の列車の運転席から、ワンマン運転の通信機器などが盗まれているのが見付かる[新聞 7]。
  - 12月5日：留萌本線当駅 - 増毛駅間廃止[JR北 1]。
- 2023年（令和5年）
  - 3月31日：みどりの窓口の営業を終了[JR北 2]。
  - 4月1日：留萌本線石狩沼田駅 - 当駅間の廃止に伴い廃駅[7][JR北 3]。
  - 4月11日：廃止により列車の運行がなくなったため、線路跡を活用した通路を新設。これに伴い、駅西側と道の駅るもいをショートカットで結ぶことが可能になった。

### 駅名の由来
地名より。当初は路線名・駅名とも「萠」の字を用いていたが、1997年（平成9年）にどちらも「萌」の使用に改められている。
当駅廃止時点において、よみが「る」で始まる駅は、日本国内では他に北見市の留辺蘂駅のみとなっている。

## 駅構造
当駅廃止時点での駅舎は羽幌線とのターミナルであった1967年（昭和42年）に建て替えられたもので、近隣の深川駅などと同規模のコンコース・待合室を有していた。
当駅廃止時点では相対式ホーム2面2線の形状であったが、当駅 - 増毛駅間の区間廃止に伴い定期旅客列車の行き違いがなくなったことや、2021年3月のダイヤ改正で1番のりばのみの使用となっていたことから、跨線橋の入口が封鎖され、旧2番のりば用ホームは旅客立入禁止となり、かつ旧2番のりば用の場内・出発信号機が使用停止となっていた。そのため、単式ホーム1面1線での運用となっていたが、旧2番のりばの線路は当駅廃止まで入換信号機が稼働しており、除雪車などが使用可能であった。また、1番のりばと旧2番線の間には渡り線があったが、当駅廃止までに場内・出発・入換信号機が使用停止となったため、横取線化された。これら3線はすべて増毛方にあった分岐器の手前に車止めが設置されていた。
2番のりばの反対側には3番のりばも存在したが、1987年時点で既に使用停止となっていた。1987年の羽幌線廃止までは貨物ヤードを挟んで北側に島式1面2線の4・5番のりばも存在し、留萌港方向へ長く伸びていた。
留萌炭田の各炭鉱から産出される石炭の積出港として栄えた留萌港との間に留萠鉄道とともに広大な留置線と多数の貨物側線・転車台を有していたが、留萠鉄道・羽幌線廃止後は遊休地となっていた。2007年度（平成19年度）より貨物側線跡・羽幌線ホーム跡の公園化が留萌市によって着手され、2016年4月に交流施設「船場公園(現在のるしんふれ愛パーク)」および「道の駅るもい」（道の駅指定は2020年から）として整備されている。現在も跨線橋と2番のりばは公園への自由通路としての通行ができる(ただし冬季封鎖)。
2016年（平成28年）12月5日に廃止された当駅 - 増毛駅間（通称・増毛線）がスタフ閉塞であったことから、当駅廃止まで輸送社員が終日配置され、信号の切り替えや列車の方向転換が行われていた（夜間留置は行わない）。当駅が廃止されるまでの間みどりの窓口が設置されていた他、以前にはトラベルセンターを併設していたこともある。毛が増えるということで縁起物切符として知られていた増毛駅の硬券入場券も増毛線区間の廃止前日まで販売を行っていた。

### 駅舎
当駅廃止時点での駅舎は、1967年（昭和42年）11月15日に落成した2代目のもので、その規模は鉄筋コンクリート造2階建て約1,737平方メートルであったが、1988年（昭和63年）に庇を取り壊したため現在は約1,640平方メートルとなっている。当時約2億円の鉄道利用債を留萌市が引き受けて建設された「市民の駅」であった。
当駅廃止まで待合室内に立ち食いそば・うどん店屋があり、改札傍には留萌市の特産である数の子のオブジェや、SLすずらん号(C11 207)のヘッドマーク、留萠鉄道新雨竜駅の運賃表など留萌本線沿線にまつわる資料が展示されていた。
数の子のオブジェは2007年に留萌青年会議所と北海道留萌千望高等学校（当時）の生徒が共同して制作した。このオブジェは長さ3m、直径90cm、重さ約600kgで、アメリカ合衆国からの輸入材の松を削り、表面に直径3センチの丸形木片を約3千個付けたものである。数の子のオブジェは制作後に留萌駅ホームに設置されたが、風雪で傷むため留萌振興局ロビーに移され、さらに2008年から留萌駅改札口横に移された。2023年の留萌駅の廃駅に先立って、同年2月上旬にJR北海道は留萌青年会議所に撤去を求めた。青年会議所は留萌市海のふるさと館や道の駅るもいに移設を打診したもののその大きさを理由に断られ、廃止直前まで引き取り手がいない状況だったが、同年3月30日に地元の水産加工会社の申し出により引き取られ、現在は道の駅るもい近くにある水産加工会社が運営する直売店で展示されている。
駅舎には北海道水産物検査協会の試験分析センターが入居しているほか、2階には「エフエムもえる」（留萌市のコミュニティFM）の本社及び演奏所がある（2023年現在）。しかし、留萌市では駅の廃止に伴い駅舎を取り壊し、跡地に防災拠点機能を持つ体育館や交流施設を建設することを検討。2023年10月6日限りで、「エフエムもえる」は移転した。
1998年春から2000年2月にかけて恵比島駅を中心に断続的に撮影が行われ、蒸気機関車の方向転換のために留萌駅へ往来していた『すずらん』にちなみ、ドラマ放映と映画版公開が行われた1999年から2000年にかけては、同作出演者と明日萌駅舎を描いた高さ2階分の巨大な映画看板が駅舎壁面（現在のエフエムもえる付近）に掲げられていた。

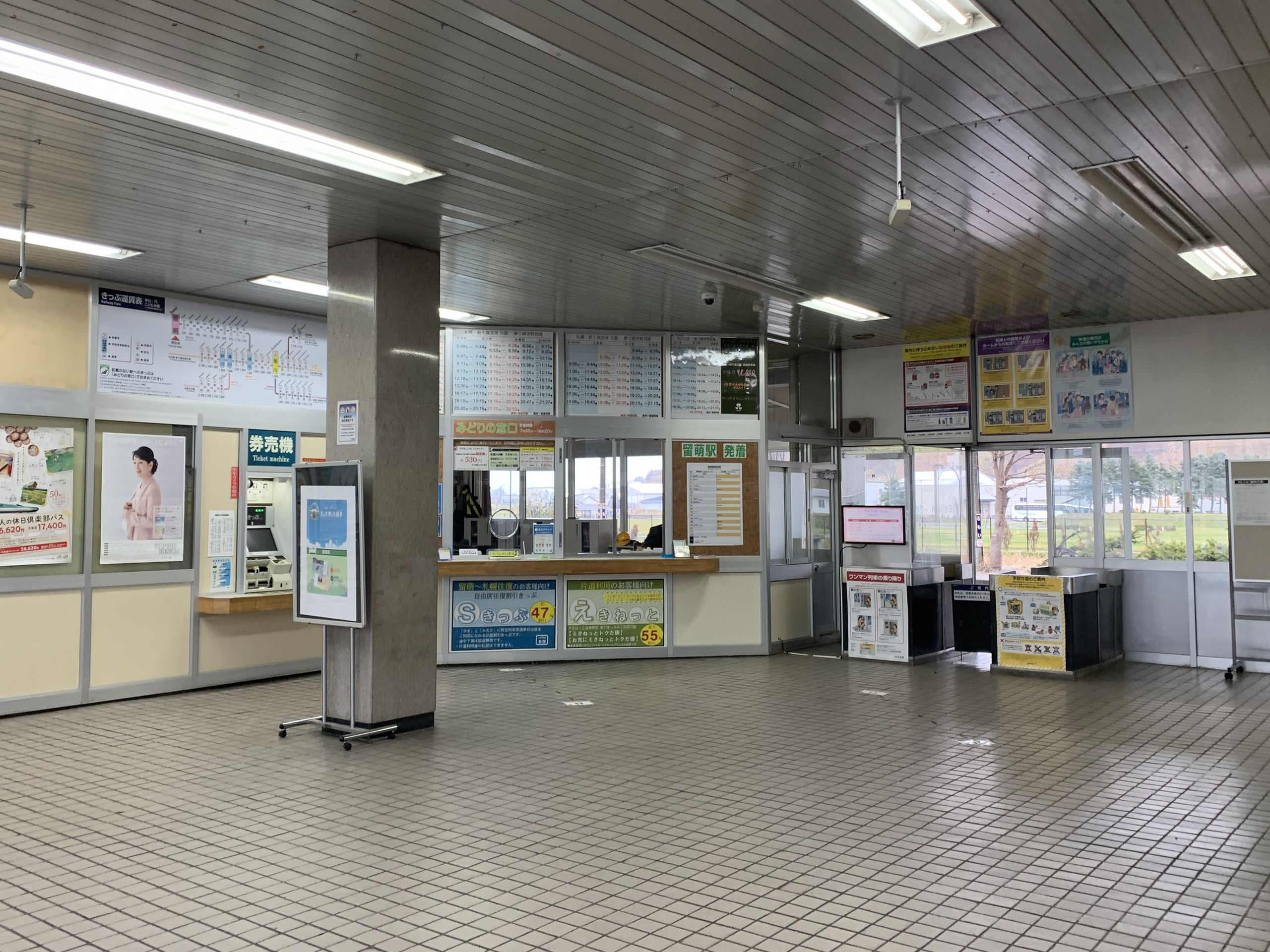
改札口（2020年11月）
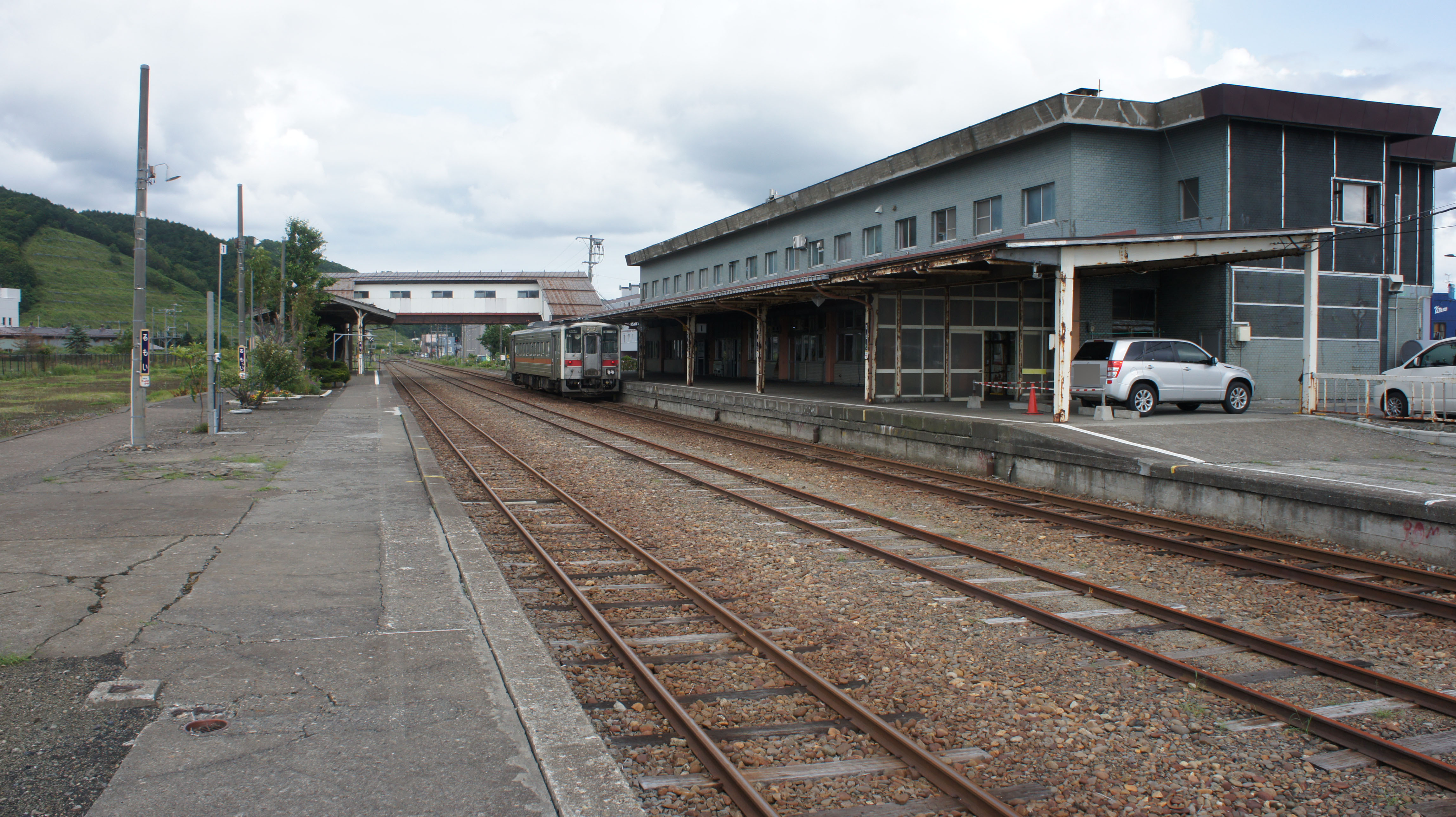
ホーム（2017年8月）
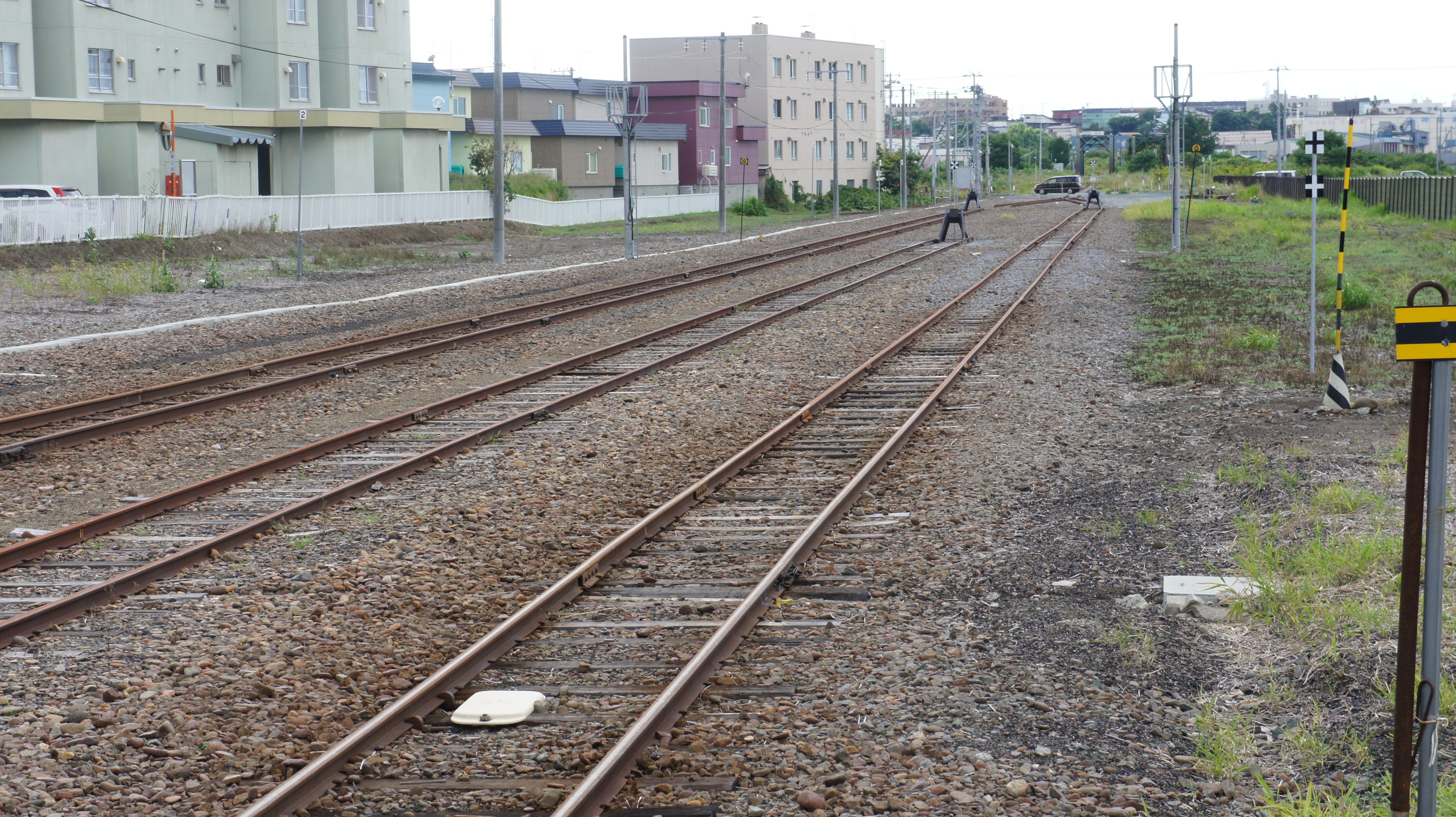
車止め（留萌本線の終端） （2017年8月）
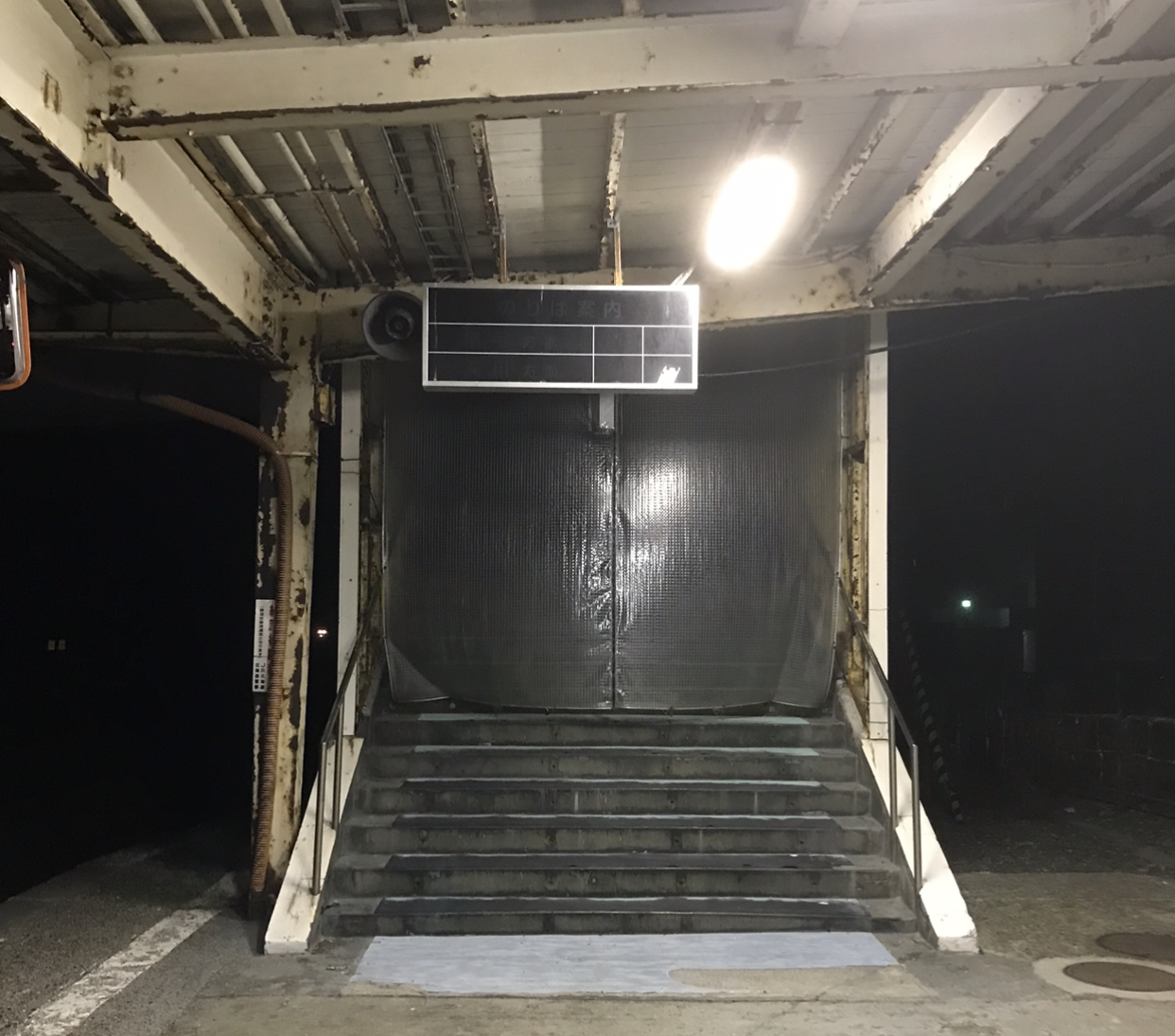
留萌駅跨線橋の入り口が封鎖されている様子（2021年8月）

## 利用状況
乗車人員の推移は以下のとおり。年間の値のみ判明している年については、当該年度の日数で除した値を括弧書きで1日平均欄に示す。乗降人員のみが判明している場合は、1/2した値を括弧書きで記した。
また、「JR調査」については、当該の年度を最終年とする過去5年間の各調査日における平均である。
| 年度                | 乗車人員 | 乗車人員 | 乗車人員 | 出典              | 備考                          |
| 年度                | 年間     | 1日平均  | JR調査   | 出典              | 備考                          |
| ------------------- | -------- | -------- | -------- | ----------------- | ----------------------------- |
| 1983年 （昭和58年） | 938,212  | 2,570    |          |                   |                               |
| 1987年 （昭和62年） | 469,099  | 1,285    |          |                   |                               |
| 1997年（平成09年）  | 64,157   | 176      |          | [ 13 ]            |                               |
| 1998年（平成10年）  | 65,836   | 180      |          | [ 13 ]            |                               |
| 1999年（平成11年）  | 59,982   | 164      |          | [ 14 ]            |                               |
| 2000年（平成12年）  | 57,700   | 158      |          | [ 14 ]            |                               |
| 2001年（平成13年）  | 50,300   | 138      |          | [ 14 ]            |                               |
| 2002年（平成14年）  | 48,200   | 132      |          | [ 14 ]            |                               |
| 2003年（平成15年）  | 39,800   | 109      |          | [ 14 ]            |                               |
| 2004年（平成16年）  | 39,000   | 107      |          | [ 14 ]            |                               |
| 2005年（平成17年）  | 36,900   | 101      |          | [ 14 ]            |                               |
| 2006年（平成18年）  | 34,200   | 94       |          | [ 14 ]            |                               |
| 2007年（平成19年）  | 33,100   | 90       |          | [ 14 ]            |                               |
| 2008年（平成20年）  | 32,200   | 88       |          | [ 14 ]            |                               |
| 2009年（平成21年）  | 31,300   | 86       |          | [ 13 ]            |                               |
| 2010年（平成22年）  | 32,400   | 89       |          | [ 15 ]            |                               |
| 2011年（平成23年）  | 30,300   | 83       |          | [ 16 ]            |                               |
| 2012年（平成24年）  | 25,325   | 70       |          | [ 17 ]            |                               |
| 2013年（平成25年）  | 23,690   | 65       |          | [ 17 ]            |                               |
| 2014年（平成26年）  | 20,278   | 55       |          | [ 18 ]            |                               |
| 2015年（平成27年）  | 22,293   | 61       |          | [ 19 ]            |                               |
| 2016年（平成28年）  | 40,200   | 110      | 70.4     | [ 20 ] [ JR北 4 ] | 同年度に留萌駅 - 増毛駅間廃止 |
| 2017年（平成29年）  | 17,900   | 49       | 64.0     | [ 21 ] [ JR北 5 ] |                               |
| 2018年（平成30年）  | 16,800   | 46       | 64.6     | [ 21 ] [ JR北 6 ] |                               |
| 2019年（令和元年）  | 15,700   | 43       | 61.8     | [ 22 ] [ JR北 7 ] |                               |
| 2020年（令和02年）  |          |          | 57.4     | [ JR北 8 ]        |                               |
| 2021年（令和03年）  |          |          | 35.2     | [ JR北 9 ]        |                               |
| 2022年（令和04年）  |          |          | 54.0     | [ JR北 10 ]       | 同年度末で営業終了            |

## 駅弁など
駅弁として、「にしんおやこ」（炊き込み御飯の上に留萌名物の塩かずのことにしんの甘露煮。山菜が乗ったもの）が販売されていた。
1987年（昭和62年）の羽幌線廃止に伴って駅弁は消滅したが、2003年（平成15年）、閉店予定だった駅そば屋（古川立売商会が運営）とともに営業権を買収した北海コーポレーションが新たに駅弁を開発し16年ぶりに駅弁が復活した。留萌の特産品であるかずのことにしんを贅沢に使っており、作り置きができないため、完全受注生産品である（2019年現在、前日15時までに電話予約が必要）。また、駅そば屋では留萌名物のにしんそばが提供されていたが、留萌本線廃止同日に閉業した。
北海コーポレーションでは、元々隣接する道の駅るもいにおいて「にしんおやこ」「にしんそば」を提供していた（夏季期間のみ）経緯もあり、同年4月20日より道の駅に店を移転して営業を再開している。

## 駅周辺
名勝・旧跡・観光
- 道の駅るもい
- 千望台
- 黄金岬海水浴場

公共施設
- 留萌市役所
- 留萌振興局庁舎
- 留萌警察署
- 留萌警察署駅前交番

産業
- るもい農業協同組合（JAるもい）留萌支所
- 新星マリン漁業協同組合

文教施設
- 北海道留萌高等学校

郵便局・金融機関
- 留萌郵便局
- 留萌開運郵便局
- 北洋銀行 留萌支店
- 北海道銀行 留萌支店
- 留萌信用金庫 本店・駅前支店
- 北海道労働金庫 留萌支店

交通など
- 北海道道21号留萌停車場線・国道231号・国道232号・国道233号
- 留萌港

## バス路線
沿岸バス
「留萌駅前」停留所を設置。1のりばに隣接して沿岸バスが待合室と発券窓口を設置しており、回数券や定期券を取り扱う。「特急はぼろ号・特急ましけ号」については、回数券の販売と、高速経由便（当停留所には停車しない）の予約受付・変更のみ行っている。
- 1のりば
  - 1-A 留萌市内近郊線Aコース、1-B 留萌市内近郊線Bコース：潮静3丁目行き
  - 7 日東団地線、12・13 幌延留萌線、23・24 留萌別苅線：留萌市立病院行き
  - 8 留萌峠下線：峠下分岐点行き
  - 56 留萌旭川線：旭川駅前行き（道北バスと共同運行）
  - 特急ましけ号：札幌駅前ターミナル行き
- 2のりば
  - 1-A 留萌市内近郊線Aコース、1-B 留萌市内近郊線Bコース：大町2丁目行き
  - 7 日東団地線：見晴町6丁目行き
  - 8 留萌峠下線、56 留萌旭川線：留萌十字街行き（道北バスと共同運行）
  - 12・13 幌延留萌線：幌延深地層研究センター前行き（12系統は豊富駅まで直通運転）
  - 15 羽幌留萌線：羽幌ターミナル行き
  - 23・24 留萌別苅線：大別苅行き

北海道中央バス
徒歩5分の位置に「留萌ターミナル」を設置。高速バスを運行。パークアンドライド駐車場を備える。
- 高速るもい号：札幌駅前ターミナル行き

この他、かつてはてんてつバスの小平町達布地区への路線も駅前に発着していたが、2014年10月に廃止された。

## 隣の駅
北海道旅客鉄道（JR北海道）
留萌本線（当駅廃止直前時点）
大和田駅- *（東留萠信号場） -  留萌駅 - *瀬越駅
*打消線は廃駅・廃止信号場。当駅 - 増毛駅間は区間廃止。
日本国有鉄道
羽幌線
留萠駅 - 三泊駅